# Sturnira nana
Sturnira nana es una especie de murciélago de la familia Phyllostomidae.

## Distribución geográfica
Es endémica de Perú.

## Estado de conservación
Se encuentra amenazada de extinción por la pérdida de su hábitat natural.